# الوداع الطويل (فلم)
الوداع الطويل (بالإنجليزية: The Long Goodbye) فيلم إثارة أمريكي لعام 1973 من نوع الكوميديا السوداء الجديدة، ومن إخراج روبرت التمان واستند إلى رواية ريموند تشاندلر عام 1953. كتب السيناريو لي براكيت، الذي شارك في كتابة سيناريو فيلم تشاندلر «النوم الكبير The Big Sleep» في عام 1946. الفيلم من بطولة إليوت جولد وستيرلينج هايدن ونينا فان بالاندت وظهور مبكر للنجم أرنولد شوارزنيجر. تم نقل فترة القصة من 1949 إلى 1950 إلى 1970. وصف الفيلم بأنه «دراسة لرجل أخلاقي ومحترم يلقي على غير هدى في مجتمع أناني مهووس بذاته، مجتمع يمكنه التخلص من الروحانيات وأي مفاهيم الصداقة والولاء لا معنى لها دون نظرة إلى الوراء».

## طاقم التمثيل
- إليوت جولد: في دور فيليب مارلو
- نينا فان بالاندت: في دور إيلين وايد
- ستيرلنج هايدن: في دور روجر وايد
- مارك ريديل: في دور مارتي أوغسطين
- هنري جيبسون: في دور دكتور فيرينجر
- ديفيد أركين: في دور هاري
- جيم بوتون: في دور تيري لينوكس
- وارن بيرلينجر: في دور مورغان
- بانشو كوردوفا: في دور دكتور
- إنريكي لوسيرو: في دور جيفي
- روتانيا ألدا: في دور روتانيا سويت
- جاك رايلي: في دور رايلي
- جيري جونز: في دور المفتش جرين
- جون إس ديفيز: في دور المفتش دايتون
- أرنولد شوارزنيجر: في دور هود في مكتب أوغسطين[5]

## ملخص أحداث الفيلم
يقود التحري الخاص فيليب مارلو صديقه تيري لينوكس في منتصف الليل، إلى الحدود المكسيكية. عندما يعود مارلو إلى المنزل، تنتظره الشرطة ويعلم أن زوجة تيري سيلفيا قد قُتلت. تعتقل الشرطة مارلو ولكن تطلق سراحه بعد بضعة أيام وقيل له إن القضية مغلقة منذ أن انتحر تيري لينوكس على ما يبدو في المكسيك. يلتقي مارلو رجل العصابات مارتي أوغستين الذي يريد أن يعرف ما حدث لمبلغ 350 ألف دولار كان من المفترض أن يقدمها تيري له، تستأجر إيلين وايد التحري مارلو للعثور على زوجها روجر الذي اعتاد على الاختفاء، لكنها لا تستطيع العثور عليه في أي من أماكنه المعتادة. يجده مارلو في عيادة الدكتور فيرينجر ويحضره، وسرعان ما يتضح لمارلو أن موت تيري وأوغسطين مترابطين بطريقة ما. ومع ذلك، فإن معرفة ما هي هذه الصلة لن تكون سهلة.

## استقبال الفيلم
حصل الفيلم على تقييم بلغ 93٪ بناءً على آراء 45 ناقد سينمائي على موقع الطماطم الفاسدة، وحصل على تقييم بلغ 87% بناء على آراء 17 ناقد على موقع ميتاكريتيك.

## وصلات خارجية
- مقالات تستعمل روابط فنية بلا صلة مع ويكي بيانات